# رضا سپهوند
رضا سپهوند (زاده ۱۳۴۹) فیزیک‌دان و سیاستمدار ایرانی است. وی موفق شد در دوازدهمین انتخابات مجلس شورای اسلامی با کسب ۴۵ هزار و ۹۳۴ رأی، از حوزه انتخابیه خرم‌آباد و دوره از استان لرستان انتخاب گردد و به مجلس راه یابد.
او دانشیار گروه فیزیک (گرایش ذرات بنیادی) دانشگاه لرستان است.